# Надвипромінювання Діккі
Надвипромінювання Діке — колективне спонтанне випромінювання багатьох збуджених атомів, зумовлене кореляцією дипольних моментів переходу завдяки взаємодії через електромагнітне поле. Надвипромінювання проявляється як одночасний перехід всіх атомів в основний стан за час, обернено пропорційний числу атомів. Інтенсивність випроміненої електромагнітної хвилі пропорційна квадрату числа атомів.
Надвипромінювання Діке називають також суперфлуоресценцією або суперлюмінесценцією. Відмінністю надвипромінювання Діке від лазерного є те, що в лазері відбувається вимушене, а не спонтанне випромінювання.
Явище теоретично передбачив у 1954 році Роберт Діккі. Експериментально його спостерігали в інфрачервоному діапазоні на парі HF на початку 1970-их.